# Magdalena Pietersz
Magdalena Pietersz, née avant 1560 à Haarlem et morte après 1592 à Amsterdam, est une peintre de la Renaissance.

## Biographie
Magdalena Pietersz naît à Haarlem, fille du verrier Pieter Adriaensz, elle épouse le peintre Pieter Pietersz en 1577. En 1585, elle s'installe à Amsterdam, où son fils y sera baptisé en 1592. Elle est connue pour ses scènes de marché.
Magdalena Pietersz meurt à Amsterdam.